# Zoila La Rosa
Zoila La Rosa (ur. 31 maja 1990) – peruwiańska siatkarka, reprezentantka kraju, grająca na pozycji rozgrywającej.

## Przebieg kariery
| 2009–2011 | Divino Maestro                 |
| 2011–2016 | Universidad San Martín         |
| 2016–2020 | Volley Club Marcq-en-Barœul    |
| 2020–2021 | Municipal Olympique Mougins VB |
| 2021–     | Stade Laurentin                |

## Sukcesy klubowe
Mistrzostwo Peru:
- 2011, 2014, 2015, 2016
- 2012, 2013
- 2010

Klubowe Mistrzostwa Ameryki Południowej:
- 2016
- 2015

## Sukcesy reprezentacyjne
Mistrzostwa Ameryki Południowej Kadetek:
- 2006

Mistrzostwa Ameryki Południowej Juniorek:
- 2008

Mistrzostwa Ameryki Południowej:
- 2007
- 2009

Puchar Panamerykański:
- 2010

Igrzyska Ameryki Południowej:
- 2018

## Nagrody indywidualne
- 2006: Najlepsza rozgrywająca Mistrzostw Ameryki Południowej Kadetek
- 2016: Najlepsza rozgrywająca Klubowych Mistrzostw Ameryki Południowej